# Rio Branco (vattendrag i Brasilien, Mato Grosso do Sul)
Rio Branco är ett vattendrag i Brasilien.   Det ligger i delstaten Mato Grosso do Sul, i den södra delen av landet, 1 200 km sydväst om huvudstaden Brasília.
I omgivningarna runt Rio Branco växer huvudsakligen savannskog. Trakten runt Rio Branco är nära nog obefolkad, med mindre än två invånare per kvadratkilometer.